# 回路図
回路図（かいろず）とは電気回路、空気圧機器、油圧機器などの回路を記述するために用いられる図のことである。実体配線図と異なり、回路図での位置と実際に配置する場所は無関係であり、一種のグラフである。

## 特徴
以下は、主に電子回路図の場合を記述する。
- アマチュアの自作や、原理試作、治具設計の場合
  - アバウトでよいものは書かれないことがある。しばしば詳細な品番（型式とも呼ばれる）、値（抵抗値やコンデンサの容量、耐圧など）が省略される。
  - また使用している部品（よくIC周辺に使用されるパスコン）そのものが、省略され書かれていないこともある。
  - ICなどの電源（Vcc・GNDなど）や未使用のピンは省略されることがある。
- プロによる製品設計の場合
  - 量産品の回路図は、使用される部品の詳細な品番、値と回路図が厳密に対応・管理されており、データ上省略されることはあまりない。だが、その全てを表示させた場合、回路図が文字でいっぱいになり、かえって判読性が落ちることになるので、敢えて一部の情報を表示（印字）させないことがある。
  - またプリント基板上に配置される部品と回路図上のシンボルとの関係も省略されることはない。
  - なお同じ回路設計で、国内向けと海外向けの違いや、製品グレード、出荷される地域に適用される規格（映像信号におけるNTSCとPALの場合など）によって部品の値が変わったり、部品そのものが変わったり、使われなかったりすることがある。このような処理を仕向地処理（しむけちしょり）と呼ぶが、これをサポートする高級回路図CADも存在する。
- プリント基板設計（一般にアートワークと呼ばれる）用CADの多くは、回路図の部品や結線（ネット）とリンクするようになっている。
  - 通常の開発・設計手順を踏んだ場合、回路図CADからアートワーク用CADへデータが読み込むため、双方の間に最初矛盾は起こらない。だが、開発・設計の経過で部品や定数、ネットが変更されること（設計変更：設変（せっぺん））がしばしばあり、双方の更新・修正をきちんと行わないと、論理的な矛盾が発生しエラーが出る。
  - その代わり、回路図が正しく、設計の過程で発生した修正も正しく更新されていれば、回路図と仕上がったプリント基板との間に、誤配線は発生しない。
- 回路のシンボルはIECで定められている。しかし、手書き時代から、国ごとの標準規格では違っていたり、標準と違ってもわかりやすいものが使われたりしていた。コンピュータ化後もCADメーカ、セットメーカにより異なったシンボルが使われていたり、同じシンボルであってもアレンジされたものが使われており、その表記法は統一されていない。
  - 特に近年、プリント基板はアートワーク用CADで設計することが一般的になっており、その場合、シンボルの形状・デザインは結線する上でまったく意味を持たず、結線さえ合っていればアートワークそのものには支障は無いため、大きな不都合は生じない（期待する性能が出るかどうかは別問題である）。
  - 一方従来、ICに複数の電圧が使用されている場合（1.8V, 2.5V, 3.3V, 5Vや、ロジック用電源とアナログ用電源など）であっても同じシンボルが使えたが（プロの設計の場合、紙に手書きであっても同じシンボルを使うことは稀である）、CADになってからは同じシンボルを使用すると、CAD側では判別がつかず、同じ電源として処理してしまうため、別々にシンボルを定義する必要が生じている。
- 回路図には、実際のプリント基板における部品の位置や配線経路、等長配線、特性インピーダンスの情報は含まれないことが多く（別図面で指示する）、一部のアナログ回路や高周波回路の場合、回路図情報だけではきちんと性能の出る製品を作ることはできない。